# Бельгард, Александр Александрович
Александр Александрович Бельгард (1770 или 1774 — 1816) — генерал-майор русской императорской армии.

## Биография
Родился, по разным данным 27 августа 1770 года[по какому календарю?] или в 1774 году, в семье главного инспектора по сертификации оружия в Сент-Этьене, лейтенант-полковника Александра Кассье де Бельгарда (27.01.1723 — ок. 1792). В 1792 году семья вынуждена была эмигрировать в Россию, где глава семейства вскоре умер. Его сын из капитанов артиллерии французской королевской службы 14 декабря 1793 года был принят тем же чином в российскую армию и зачислен во 2-й бомбардирский полк.
В 1794 году он уже участвовал в польской кампании; 23 марта 1799 года был произведён в полковники.
В 1799 году в составе 6-го артиллерийского батальона участвовал в итальянском и швейцарском походах А. В. Суворова, отличился при взятии Тортоны и в сражениях при Треббии, Нови, у Чёртова моста и при переходе через Паникс.
С 27 августа 1801 года — командир роты во 2-м артиллерийском батальоне.
В 1805 году участвовал в походе в Ганновер.
В 1806—1807 годах сражался с французами в Восточной Пруссии, участвовал в сражении при Прейсиш-Эйлау; 16 марта 1808 года был удостоен чина генерал-майора.
В 1808 году, командуя 21-й артиллерийской бригадой в кампании против шведов, при осаде крепости Свартхольм — удачно расположил батареи и артиллерийским обстрелом принудил гарнизон к капитуляции.
В 1808—1810 годах был комендантом Свеаборгской крепости.
В сентябре 1812 года в составе Финляндского корпуса прибыл к Риге, где был назначен командиром отдельного отряда из Азовского и Низовского пехотных полков. Сражался с неприятелем под Ригой, Полоцком, Чашниками и при Смолянах, затем участвовал в преследовании отступавшего противника до российской границы.
В январе 1813 года заболел психическим расстройством и был помещён в больницу для душевнобольных в Кенигсберге. Получив отпуск для лечения, отбыл в Санкт-Петербург, затем в Ригу и Выборг. В 1813 году за отличие в сражениях под Чашниками и при Смолянах был пожалован пенсией в 1800 рублей в год.
В 1814 году командовал артиллерией корпуса герцога А. Вюртембергского, после присоединения корпуса к Резервной армии — артиллерией этой же армии. В ноябре 1814 года был назначен командиром артиллерии российских войск в Великом княжестве Финляндском.
С 1816 года находился в отставке. Был исключен из списков умершим 10 июня 1816 года. Умер в Выборге; точная дата смерти неизвестна.

### Семья
Жена: дочь статского советника Финляндского губернского правления в Выборге Карла Карловича фон Свенсона, Наталия Карловна (Natalie Schwenzon; Svenson; Swenson) (1789 — 15.02.1862); в период 1823—1848 годов была инспектрисой Смольного института благородных девиц.
Их дети:
- Александр (1804—1855) — полковник, командир Украинского пехотного полка во время Крымской войны; был убит в Севастополе 4 августа 1855 года в сражении при Чёрной речке.
- Карл (1807—1868) — генерал-лейтенант, Георгиевский кавалер.
- Наталия (08.10.1808—30.03.1868); её муж барон Эдуард фон Засс (Eduard Gustav Otto Johann von Saß) (04.02.1802 – 08.09.1869).
- Валериан (1812—1897) — генерал от инфантерии, Георгиевский кавалер.
- Мария (? — после 1864); её муж И. М. Ореус — действительный тайный советник, товарищ министра финансов, сенатор.

## Награды
- Орден Св. Георгия 4-й степени (№ 1929 (835); 10 апреля 1808)

в воздаяние отличной храбрости и благоразумных распоряжений, оказанных от начатия строения батарей против крепости Швартгольма и при действии с оных неотлучным присутствием своим так, что нанес вред неприятелю до того, что оный принужденным нашелся просить капитуляцию
- Был награждён орденами Св. Владимира 3-й степени и Св. Анны 2-й степени с алмазами, а также иностранными наградами — Мальтийским крестом и крестом за Прагу.